# Molí de Baix (Olost)
El Molí de Baix és una obra d'Olost (Lluçanès) inclosa a l'Inventari del Patrimoni Arquitectònic de Catalunya.

## Descripció
Molí format per dos cossos de planta rectangular disposats en forma de L, i cobert a dues aigües. Es conserva la boca d'entrada de l'aigua composta per un arc de mig punt resseguit per dovelles de pedra. Els murs de l'edifici també són de pedra. A l'interior es conserven alguns elements del mecanisme del molí, però en estat de conservació dolent. A l'exterior hi ha restes de la bassa.